# Drones (album, Muse)
Drones je sedmé studiové album britské alternativní rockové skupiny Muse. Vyšlo 5. června 2015. Producentem je Robert John "Mutt" Lange.
První ukázku z alba, píseň "Psycho", skupina nahrála 12. března 2015 spolu s videoklipem na YouTube. První oficiální singl s názvem "Dead Inside" vyšel 23. března 2015.

## Seznam skladeb
| Pořadí | Název            | Délka |
| ------ | ---------------- | ----- |
| 1.     | Dead Inside      | 4:23  |
| 2.     | [Drill Sergeant] | 0:21  |
| 3.     | Psycho           | 5:28  |
| 4.     | Mercy            | 3:52  |
| 5.     | Reapers          | 5:59  |
| 6.     | The Handler      | 4:33  |
| 7.     | [JFK]            | 0:54  |
| 8.     | Defector         | 4:33  |
| 9.     | Revolt           | 4:05  |
| 10.    | Aftermath        | 5:48  |
| 11.    | The Globalist    | 10:07 |
| 12.    | Drones           | 2:51  |

## Obsazení
- Matthew Bellamy – zpěv, kytara, piano
- Christopher Wolstenholme – baskytara
- Dominic Howard – bicí

### Další obsazení
Robert John "Mutt" Lange – produkce
Matt Mahurin – album artwork

Rich Costey – mixing